# The Navigators
The Navigators is een Britse dramafilm uit 2001 onder regie van Ken Loach.

## Verhaal
Vier mannen uit Sheffield werken al jaren bij de spoorwegen. Als het Britse spoor wordt geprivatiseerd, zijn ze bang dat ze hun baan zullen verliezen. Door de nieuwe directie worden ze al vlug als stokebrand aangemerkt.

## Rolverdeling
- Dean Andrews: John
- Thomas Craig: Mick
- Joe Duttine: Paul
- Steve Huison: Jim
- Venn Tracey: Gerry
- Andy Swallow: Len
- Sean Glenn: Harpic
- Charlie Brown: Jack
- Juliet Bates: Fiona
- John Aston: Bill Walters
- Graham Heptinstall: Owen
- Angela Forrest: Tracy
- Clare McSwain: Lisa
- Megan Topham: Chloe
- Abigail Pearson: Eve